# Night Swim
Night Swim ist ein US-amerikanischer Horrorfilm des Filmemachers Bryce McGuire, der am 5. Januar in die US-amerikanischen und am 8. Februar 2024 in die deutschen Kinos kam. Es handelt sich um eine Filmadaption von McGuires gleichnamigen Kurzfilm aus dem Jahr 2014, in der Wyatt Russell und Kerry Condon die Hauptrollen übernahmen.

## Handlung
Aufgrund einer Multiple-Sklerose-Erkrankung musste der MLB-Baseballspieler Ray Waller frühzeitig seine Karriere beenden. Auf der Suche nach einem neuen Haus entdeckt er ein Grundstück samt Swimmingpool, das er zusammen mit seiner Ehefrau Eve und den gemeinsamen Kindern Elliot und Izzy bezieht. Zur Behandlung seiner körperlich einschränkenden Krankheit nutzt Ray den Pool für Gymnastikübungen und kann seinen Gesundheitszustand so rasant verbessern. Auch zugezogene Wunden werden durch Wasserkontakt in kürzester Zeit geheilt.
Was sich für Ray zunächst als Wunder erweist, wird für die Familie jedoch schnell zum Albtraum. Nachdem die Familienkatze spurlos verschwunden ist, beginnen Eve, Elliot und Izzy rund um den Pool seltsame Gestalten zu sehen, die es auf sie abgesehen zu haben scheinen. Auf einer Poolparty wird Ray von einer mysteriösen Macht besessen, was beinahe den Tod eines Nachbarsjungen zur Folge hat. Als Eve das Grundstück aus Angst vor dem Pool verlassen möchte, wird Ray von ebendieser Macht am Gehen gehindert.
Eve beginnt mit Nachforschungen über die Geschichte des Hauses und findet heraus, dass es zu zahlreichen Todesfällen unter den Vorbesitzern kam. Sie kontaktiert die ehemalige Besitzerin Lucy Summers, die ihr eröffnet, dass das Grundstück einst oberhalb einer mysteriösen Quelle errichtet wurde. Diese Quelle und der auf ihr errichtete Pool haben nun die Fähigkeiten eines Wunschbrunnens, wobei stets einem Familienmitglied sein größtes Begehren erfüllt wird, während ein anderes sterben muss. Lucy selbst opferte in den 1990er Jahren ihre eigene Tochter Rebecca, um ihren kranken Sohn zu retten.
Als Eve nach Hause zurückkehrt, versucht der vom Wasser besessene Ray, seine eigene Tochter Izzy zu töten. Gleichzeitig wurde Elliot vom Pool gefangen genommen und droht zu ertrinken. Während Eve ihren Sohn aus den Tiefen des Beckens retten kann, beendet Izzy mit einem Baseballschläger die Besessenheit ihres Vaters. Ray erkennt, dass der Pool seinen Sohn als Opfer ausgewählt hat, und gibt sein eigenes Leben, um Elliot zu retten. Nach Rays Tod beschließen die Überlebenden, den Pool zuzuschütten, um zukünftige Bewohner vor ihm zu schützen.

## Produktion
Der übernatürliche Thriller Night Swim basiert auf dem gleichnamigen Kurzfilm von Bryce McGuire und Rod Blackhurst aus dem Jahr 2014. Das Werk thematisiert die weitverbreitete Angst vor tiefen Gewässern, die durch die einsetzende Dunkelheit noch weiter verstärkt werde. Bei der Spielfilmadaption übernahm McGuire die alleinige Regie und schrieb auch das Drehbuch, während James Wan und Jason Blum für ihre Produktionsfirmen Atomic Monster und Blumhouse als Produzenten fungierten. Als Inspiration dienten klassische Horrorfilme der 1970er und ’80er Jahre wie Der weiße Hai, Landhaus der toten Seelen, Poltergeist oder Christine.
Die Hauptrollen wurden Anfang 2023 mit Wyatt Russell und Kerry Condon besetzt. Als weitere Nebendarsteller schlossen sich Amélie Hoeferle, Gavin Warren, Nancy Lenehan, Jodi Long, Rahnuma Panthaky, Eddie Martinez und Elijah J. Roberts der Besetzung an. In Vorbereitung auf die Dreharbeiten mussten alle Darsteller einen Schwimmtest absolvieren.
Die 34-tägigen Dreharbeiten mit Kameramann Charlie Sarroff erfolgten im Frühjahr 2023 rund um Los Angeles. Ein Großteil der Aufnahmen um den zentralen Swimmingpool entstand dabei auf einem Privatgrundstück in Altadena, während für Szenen in tieferen Gewässern ein Olympiabecken in Chatsworth für vier Tage als Kulisse genutzt wurde. Für Unterwasseraufnahmen arbeitete man mit dem Kameramann Ian Takahashi und dem Stunt Coordinator Mark Rayner zusammen, die im Jahr zuvor an der Produktion von Avatar: The Way of Water beteiligt waren. Die Filmmusik komponierte der Kanadier Mark Korven. Das Soundtrack-Album mit insgesamt 15 Musikstücken wurde am 5. Januar 2024 von Back Lot Music als Download veröffentlicht.
Ein erster Trailer zum Film wurde am 5. Oktober 2023 veröffentlicht; ein zweiter folgte am 29. November 2023. Night Swim sollte ursprünglich am 19. Januar 2024 durch Universal in die US-amerikanischen Kinos kommen, ehe der Starttermin um zwei Wochen auf den 5. Januar vorgezogen wurde. Bereits am 23. Januar erfolgte in den Vereinigten Staaten auch der digitale Heimkinostart. In Deutschland kam Night Swim am 8. Februar 2024 in die Kinos. Der digitale Heimkinostart fand in den Vereinigten Staaten am 12. März 2024 statt, ehe eine Veröffentlichung auf DVD und Blu-ray am 9. April folgte.

## Synchronisation
Die deutschsprachige Synchronisation entstand nach einem Dialogbuch und unter der Dialogregie von Nico Sablik bei Iyuno Germany.
| Rolle                | Darsteller         | Synchronsprecher  |
| -------------------- | ------------------ | ----------------- |
| Ray Waller           | Wyatt Russell      | Leonhard Mahlich  |
| Eve Waller           | Kerry Condon       | Marieke Oeffinger |
| Elliot „Elli“ Waller | Gavin Warren       | Emilio Sablik     |
| Izzy Waller          | Amélie Hoeferle    | Emilia Raschewski |
| Ronin                | Elijah J. Roberts  | Oscar Räuker      |
| Lucy Summers         | Jodi Long          | Liane Rudolph     |
| Rebecca Summers      | Ayazhan Dalabayeva | Catalina Sablik   |
| Dr. Sridhar          | Rahnuma Panthaky   | Victoria Sturm    |
| Kay                  | Nancy Lenehan      | Marion Musiol     |
| Coach E              | Eddie Martinez     | Johannes Raspe    |
| Angel                | Ellie Araiza       | Carolin Brunk     |
| Pool-Techniker       | Ben Sinclair       | Manuel Straube    |

## Rezeption

### Altersfreigabe
In den Vereinigten Staaten erhielt Night Swim von der MPA aufgrund des Schreckens, einigen gewaltsamen Inhalten und der Sprache ein PG-13-Rating. In Deutschland vergab die FSK eine Freigabe ab 16 Jahren. In der Freigabebegründung heißt es, der Film enthalte zahlreiche genretypischer Spannungs-, Bedrohungs- und Schreckmomente, die gegen Ende immer häufiger werden würden. Die Grundstimmung sei zunehmend unheimlich und es gebe mehrere deutliche Verletzungsdarstellungen.

### Kritiken
Night Swim konnte 20 % der 172 bei Rotten Tomatoes gelisteten Kritiker überzeugen und erhielt dabei eine durchschnittliche Bewertung von 4,3 von 10 Punkten. Als zusammenfassendes Fazit zieht die Seite, trotz eines vielversprechenden Beginns und einigen soliden Schreckmomenten sei die Prämisse des Werkes nicht stark genug, um einen ganzen Spielfilm zu tragen. Bei Metacritic erhielt Night Swim basierend auf 32 Kritiken einen Metascore von 43 von 100 möglichen Punkten.
Zu einem positiven Gesamturteil gelangt Joshua Rothkopf von der Los Angeles Times, für den Night Swim zwar vertraut, aber durchaus zufriedenstellend sei. Das selbstbewusste Spielfilmdebüt von Regisseur Bryce McGuire habe dabei alle Merkmale und Tugenden einer konzentrierten Stephen-King-Adaption, obwohl die Vorlage gar nicht vom Horrorautor stamme. McGuire wisse so insbesondere in Bezug auf die Spannung genau, was er zu tun habe, und eröffne den Film bereits mit einem beeindruckend intensiven Prolog. Das hohe Erzähltempo verzeihe dabei die ein oder andere schlechte Dialogzeile und sei belebend, doch die Geschichte werde zum Ende hin zu überambitioniert, wodurch es zu keinem sauberen Abschluss komme.
Einen ähnlichen Kritikpunkt führt auch Alissa Wilkinson von der New York Times an, für die Night Swim zwar durchaus gruselig, aber insgesamt unausgewogen sei. So inszeniere Regisseur Bryce McGuire in der ersten Hälfte noch bemerkenswert wirkungsvoll die Urangst vor dem Wasser, womit der Film seine größte Wirkung entfalten könne. Ab einem bestimmten Punkt kippt Night Swim jedoch, wobei sich Neuerungen fortan übertrieben anfühlen und bekannte Horroraspekte etwas zu unbeholfen genutzt werden würden. Die allgemeine Albernheit im dritten Akt untergrabe schließlich die emotionale Resonanz des Films, während zu viele Nebenhandlungen eher ablenkend wirken würden.

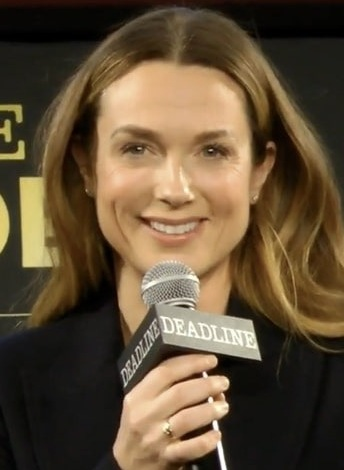
Darstellerin Kerry Condon

Zu einem vernichtenden Fazit gelangt Alison Foreman von IndieWire, die Night Swim als absurd albernen, langweiligen und trägen Thriller beschreibt. Die filmische Katastrophe wolle an Der weiße Hai herankommen, erinnere aber viel mehr an einen M.-Night-Shyamalan-Film, bei dem Regisseur Bryce McGuire nicht über die nötige kreative Verdorbenheit verfüge. Im formelhaft konzipierten Werk würden so alle guten Ideen bereits im Prolog verbraucht werden; die Prämisse funktioniere dabei allenfalls als Kurzfilm. Das Ergebnis sei ein Werk ohne Erzähltempo, Emotionen, Angstfaktoren oder ansprechende Visualität, das selbst zum Ende hin noch auf unbeholfene Exposition setzten müsse. Die beiden Hauptdarsteller Wyatt Russell und Kerry Condon hätten derweil keinerlei Chemie; ihre Figuren seien uninteressant und deren Dialoge schlecht. Night Swim sei so insgesamt nur schlampiger Wegwerf-Horror mit widersprüchlichen Regeln, wobei man als Zuschauer höchsten über den Film statt mit ihm lachen könne.
Enttäuscht zeigt sich auch Benjamin Lee vom Guardian, für den es Night Swim nicht gelinge, Swimmingpools als etwas Gruseliges darzustellen. Der Film sei zwar nicht so schrecklich wie übliche Januarveröffentlichungen, komme aber auch nicht an den Blumhouse-Erfolg von M3GAN aus dem Vorjahr heran. Dafür fehle es an Spaß, überzeugender Exposition und Kohärenz durch den gesamten Film. Hauptdarstellerin Kerry Condon bekomme dabei nach ihrer Oscarnominierung für The Banshees of Inisherin eine eher undankbare Rolle ab und erhalte zwar viel Screentime, diese aber ohne irgendwelche Anforderungen. Die Regie von Bryce McGuire sei zeitgleich zwar solide, der Pool als böser Gegenspieler aber einfach nicht wirkungsvoll. Je mehr man über ihn erfahre, desto absurder werde es, was zu einigen ungewollt amüsanten Szenen und Wortwechseln führe.

### Einspielergebnis
Am Startwochenende konnte Night Swim mit einem Einspielergebnis in Höhe von 12 Millionen US-Dollar den zweiten Platz der US-amerikanischen Kino-Charts belegen. International verzeichnete der Film im selben Zeitraum Einnahmen von insgesamt 17,7 Millionen US-Dollar, wodurch Night Swim bereits wenige Tage nach Kinostart sein auf 15 Millionen US-Dollar geschätztes Produktionsbudget wieder einspielen konnte. Die weltweiten Einnahmen aus Kinovorführungen belaufen sich auf 54,7 Millionen US-Dollar, von denen Night Swim allein 32,5 Millionen im nordamerikanischen Raum erwirtschaftete. In Deutschland verzeichnete der Film insgesamt 155.424 Kinobesucher.